# Конвой № 8012
Конвой № 8012 — японський конвой часів Другої світової війни, проведення якого відбувалось у грудні 1943 року.
Вихідним пунктом конвою був Палау на заході Каролінських островів — важливий транспортний хаб, куди, зокрема, ходили з нафтовидобувних районів Індонезії. Пунктом призначення став атол Трук (Чуук) у центральній частині Каролінських островів, де до лютого 1944 року була головна база японського ВМФ в Океанії та транспортний хаб, що забезпечував постачання Рабаула (головна передова база в архіпелазі Бісмарка, з якої провадились операції на Соломонових островах та сході Нової Гвінеї) та Східної Мікронезії.
До складу конвою увійшли танкери «Хісі-Мару № 2» (Hishi Maru No. 2) та «Сінсу-Мару» (Shinshu Maru), а охорону забезпечував мисливець за підводними човнами CH-28.
Загін вийшов із бази 1 грудня 1943 року. Його шлях пролягав через райони, де традиційно діяли американські субмарини, при цьому 4 грудня CH-28 провів протичовнову атаку, яка не принесла успіхів. Утім, у підсумку перехід пройшов без інцидентів, і 7 грудня конвой № 8012 успішно прибув на Трук.